# Districte de Micomeseng
El districte de Mikomeseng  és un districte de Guinea Equatorial, a la part occidental de la província Kié-Ntem, a la regió continental del país. La capital del districte és Micomeseng. El cens de 1994 hi mostrava 29.953 habitants. Tenia 54 Consells de Poblats.